# Lingüística documental
La Lingüística documental es definida por Antonio Luis Garcia Gutiérrez como la disciplina ligada a los procesos informativos-documentales (científico-informativos y profesionales) que tiene por objeto el establecimiento de un efectivo control documental mediante la utilización de mecanismos léxicos.
Esta disciplina surge de otras dos, la Lingüística y la Documentación, para proporcionar un control de los documentos de una biblioteca, archivo o centro de documentación, a través de la terminología y de todos los elementos propios de la lengua, como la morfología, la sintaxis, la lexicología o la semántica. El estudio hecho sobre la terminología dará como fruto un lenguaje controlado, que se empleará para el análisis y recuperación de información, ofreciendo grandes ventajas como la precisión y la economía de la búsqueda.
Los bibliotecarios y documentalistas elaboran a través de este disciplina, los distintos lenguajes documentales, como las clasificaciones, los tesauros o los listados de encabezamientos de materia. Esta disciplina también es empleada en ámbitos del procesamiento del lenguaje natural. De hecho, las búsquedas en lenguaje libre avanzan en la obtención de resultado interesantes, si bien solo son importantes cuando la información buscada es de tipo general.
Algunos teóricos consideran que, en verdad, la Lingüística documental es una forma de metalingüística, ya que los metalenguajes son aquellos que aparecen para explicar otro lenguaje.
La Lingüísica documental se nutre de otros campos científicos, como la Lógica, la Estadística y la Informática. En menor medida, también se nutre de la Biblioteconomía y de la Telemática.
Algunos investigadores que han estudiado está disciplina son Georges Van Slype, Jacques Chaumier, Luis Antonio García Gutiérrez, Jack Belzer o Christine Montgomery.

## Elementos que constituyen la teoría de la Lingüística documental
Una aplicación de los estudios lingüísticos al campo concreto de la Documentación, debe caracterizarse por dos rasgos disciplinares:
- 1º El condicionamiento de los postulados de la Lingüística al medio general de expresión documental que ha de elaborarse y al objeto de este, el documento. Aquí habría que efectuar una salvedad referida a la distinción entre lenguaje humano y lenguaje documental, como lenguaje en los documentos y lenguajes de los documentos.
- 2º Brote de nuevos conceptos relativos al cruce de disciplinas.

La Lingüística documental tanto precede como sucede al lenguaje documental, ya que en su seno, se crea y se estudia para su elaboración, y además alerta de las posibles lagunas lingüísticas existentes para su posible reelaboración. Es pues una teoría de previsión, confirmación y evolución.
Los elementos esenciales lingüísticos-documentales son los descriptores y los resúmenes, como resultantes de los procesos de análisis documental de contenido, concretamente la indización y la operación de resumir.